# Monte Dinero
Monte Dinero oder Estancia Monte Dinero ist die südlichste Ortschaft Argentiniens auf dem Südamerikanischen Kontinent an der südöstlichen Spitze Patagoniens.

## Geografie
Der Ort befindet sich im Departamento Güer Aike der Provinz Santa Cruz nahe der Magellan-Straße und nördlich der Argentinisch-Chilenischen Grenze etwa 120 km südöstlich der nächstgelegenen Stadt Río Gallegos, dem administrativen Zentrum des Departamento. An der Siedlung vorbei verläuft die Landstraße Ruta Provincial 1, hier ein Abschnitt der Ruta Nacional 40. Die zur Ortschaft gehörige Fläche beträgt 260.000 ha (2600 km²).
Nahe der Estancia liegen an der Küste des Südatlantiks der Leuchtturm von Cabo Vírgenes (Jungfrauenkap) und eine gleichnamige Pinguinkolonie.

## Wirtschaft
Die Siedlung lebt von der Schafzucht und vom Tourismus. Der größte Teil der Fläche um Monte Dinero wird von 14.000 Schafen beweidet. Zudem gibt es vor Ort eine Pension mit einem kleinen Museum.

## Geschichte
Vor Gründung der Ortschaft wurde hier bereits nach Gold gesucht. Die Ortschaft wurde im Frühjahr 1880 als „The Luckacho Sheep Farming Company“ von schottischen Pionieren gegründet, deren Nachfahren heute noch die Ortschaft bewohnen. Ihren heutigen Namen erhielt die Ortschaft von dem zweiten Mann der Gründerin, einem Arzt, der die Siedlung nach dem höchstgelegenen Punkt der Siedlung benannte, der als Orientierungspunkt auf der Magellan-Straße diente.